# Acetiltannino
L'acetiltannino o acido diacetiltannico è, secondo la F. U. I., un miscuglio di diacetil- e triacetiltannino.
Si presenta come una polvere amorfa bianco-giallastra o bianco-grigiastra, inodora o con lieve odore di acido acetico e insipida. Fonde a 187-190 °C. È leggermente igroscopica e all’aria imbrunisce. Insolubile in acqua e in etere, poco solubile in alcool; si scioglie nell’acido acetico, nell’acetato di etile e nelle soluzioni di idrato e carbonato sodico, fosfato di sodio, borato sodico.
L'acetiltannino è un astringente intestinale che attraversa lo stomaco senza decomporsi, liberando acido tannico nell’intestino; usato perciò contro la diarrea acuta e cronica degli adulti e dei bambini. Vierordt dice che il lungo uso dell’acetiltannino esercita un’influenza sfavorevole sull’appetito e che talvolta l’azione astringente non si mostra abbastanza efficace. È controindicato nei casi d’autointossicazione. Esternamente fu anche usato nel trattamento delle piaghe con abbondante secrezione.
Per uso interno, 0,25-0,50 g, 3-6 volte al giorno; per i bambini 0,10-0,30 g; 4-6 volte al giorno. È preferibile cominciare con dosi elevate e poi, scomparsa la forma acuta, diminuire gradatamente la dose.